# Ludwig Hölzermann

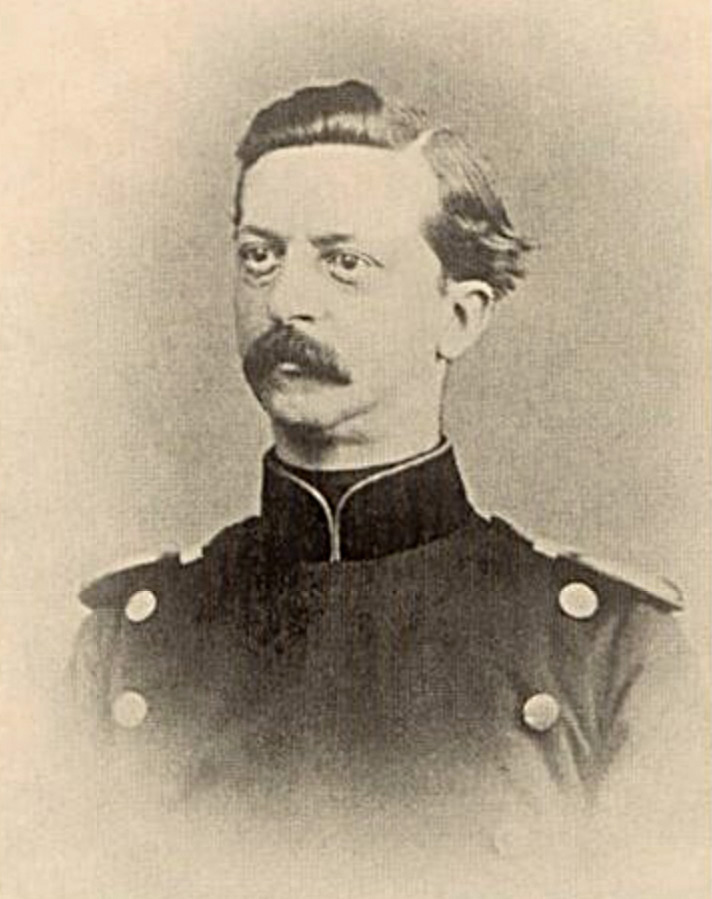
Ludwig Hölzermann, um 1865

Friedrich Ludwig Hölzermann (* 22. August 1830 in Salzuflen; † 10. August 1870 bei Sulz) war ein deutscher Offizier, Militärhistoriker und Numismatiker.

## Leben
Ludwig Hölzermann wurde 1830 in Salzuflen geboren. Seine Eltern waren der ehemalige Leutnant Friedrich Conrad Hölzermann (1788–1869) und dessen dritte Frau Amalie Louise Elisabeth, geborene Wesel (1808–1860). Nachdem sein Vater, der in Salzuflen als „Controlleur an der Saline“ tätig gewesen war, 1843 zum Amtsrentmeister aufstieg, verzog die Familie nach Detmold. Hier besuchte Ludwig Hölzermann das Gymnasium Leopoldinum, welches er 1849 ohne Abitur verließ, um eine Militärlaufbahn zu beginnen.
Hölzermann trat am 10. Juni 1849 als Volontär und Stellvertreter für seinen älteren Bruder Carl August in das Füsilierbataillon Lippe in Detmold ein. Nach einem Besuch der Divisionsschule in Münster bestand er in Berlin sein Offiziersexamen und avancierte Ende Juli 1851 zum Sekondeleutnant. Ab Ende September 1855 war er für ein Jahr als Hospitant zur Allgemeine Kriegsschule nach Berlin kommandiert. In Detmold machte er anschließend ein Examen zum Geometer. Als Premierleutnant nahm Hölzermann 1866 während des Deutschen Krieges mit dem Bataillon Lippe am Mainfeldzug teil. Über seine Kriegserlebnisse verfasste er anschließend ein Buch. Ende Oktober 1866 stieg er zum Hauptmann und Kompaniechef auf. Durch die Militärkonvention und Auflösung des lippischen Bataillons trat er Ende September 1867 in die Preußische Armee über und wurde als Hauptmann im 3. Niederschlesischen Infanterie-Regiment Nr. 50 in Posen angestellt.
Kurz nach Ausbruch des Deutsch-Französischen Krieges wurde Hölzermann in der Schlacht bei Wörth durch einen Schuss in die Brust verwundet und erlag zwei Tage später in einem Lazarett bei Sulz. Hölzermann wurde an unbekannter Stelle im Elsaß beigesetzt.

## Wissenschaftliche Tätigkeit
Neben seiner militärischen Karriere beschäftigte sich Hölzermann auf hohem Niveau mit verschiedenen wissenschaftlichen Themen, die häufig einen Bezug zu seiner lippischen Heimat aufweisen. Er war Mitglied im Naturwissenschaftlichen Verein für das Fürstentum Lippe (später Ehrenmitglied) und hatte eine enge Verbindung zum damals neu gegründeten Lippischen Landesmuseum. Auf dem Gebiet der Numismatik hat er sich beim Aufbau der Münzsammlung des Landesmuseums verdient gemacht. In Zusammenarbeit mit Hermann Grote entstand ein 1867 erschienenes Buch über die Lippische Geld- und Münzgeschichte.
Als Militärhistoriker beschäftigte sich Hölzermann unter anderem mit den Feldzügen der Römer und Franken im nördlichen Deutschland. Dabei suchte er nach Spuren historischer Heerwege und führte, zumeist erstmals, genaue Vermessungen und kleinere Grabungen an Wallburgen und anderen Befestigungen in Westfalen und Niedersachsen durch. Seine unvollendeten Forschungsergebnisse wurden postum im Buch Lokaluntersuchungen, die Kriege der Römer und Franken sowie die Befestigungsmanieren der Germanen, Sachsen und des späteren Mittelalters betreffend im Jahre 1878 veröffentlicht.

## Schriften
- Der Antheil des Bataillons Lippe an dem Feldzuge der Main-Armee im Sommer 1866. Ausgearbeitetes Tagebuch. Meyer, Detmold 1866, (ULB Münster).
- mit Hermann Grote: Lippische Geld- und Münzgeschichte. Hahn, Leipzig 1867, (LLB Detmold).
- Lokaluntersuchungen, die Kriege der Roemer und Franken sowie die Befestigungsmanieren der Germanen, Sachsen und des spaeteren Mittelalters betreffend. Herausgegeben von dem Vereine für Geschichte und Alterthumskunde Westfalens. Regensberg, Paderborn 1878, (ULB Münster).